# Вертипорох Володимир Іванович
Володи́мир Іва́нович Верти́порох (рос. Владимир Иванович Вертипорох; 26 грудня 1914, Бердянськ, Таврійська губернія, Російська імперія — 15 лютого 1960, КНР) —  радянський розвідник, генерал-майор.

## Біографія
Народився 1914 року в Бердянську в сім'ї службовця.
У 1930, не закінчивши середньої школи, влаштувався учнем на завод імені Першого травня, працював там слюсарем.
1933 року вступив до Московського хіміко-технологічного інституту, який закінчив 1938 року. Того ж року Вертипороха рекомендували на роботу в органи держбезпеки і направили в Головне економічне управління НКВС. 1939 року Володимира Івановича відрядили на Далекий Схід, де він забезпечував безперебійність поставок рибопродуктів.
З початком Німецько-радянської війни Ветипороха в складі спецзагону направили в Гомель, потім у Київ для організації підпільної роботи проти німецьких окупантів. Він готував і закидав у тил німецької армії розвідувальні агентурні групи.
1942 року Вертипороха відрядили до Ірану, де він очолив резидентуру зовнішньої розвідки в Мешхеді. Брав участь у розробці і здійсненні оперативних заходів проти гітлерівської агентури в країні. Завдяки вміло налагодженій ним роботі резидентури, Радянському Союзу вдалося отримати цінну розвідувальну інформацію.
Під час роботи Тегеранської конференції (листопад — грудень 1943 року) брав участь у забезпеченні безпеки «Великої трійки». За час роботи в Ірані опанував мову фарсі. Цікавився життям країни, звичаями іранців. За спогадами співробітників резидентури в Мешхеді, велике враження на місцеве населення справив здійснений особисто Вертипорохом ремонт єдиного в місті артезіанського колодязя, що підсилило симпатії простих іранців до радянських представників.
Після закінчення війни Вертипорох деякий час працював у центральному апараті розвідки. 1948 року у зв'язку з утворенням держави Ізраїль Володимира Івановича направили до цієї країни резидентом зовнішньої розвідки. Успішно організував роботу резидентури. При його особистій участі створено ефективну агентурну мережу, здатну розв'язувати розвідувальні завдання не тільки щодо Ізраїлю, а й інших країн, включаючи США.
Особисто залучив до співпраці з радянською розвідкою низку цінних джерел, які передавали важливу політичну і науково-технічну інформацію. Деяких агентів резидентура вивела в США, де вони вели активну розвідувальну роботу в складний для СРСР період.
Перебував в Ізраїлі до 1953 року. Тут він вивчив англійську мову. Того ж року після завершення службового відрядження повернувся до Москви. Колишній перший заступник начальника розвідки генерал-лейтенант Вадим Кирпиченко в книзі спогадів «З архіву розвідника» занотував:
| Прийшовши після смерті Сталіна до керівництва органами держбезпеки, Берія встиг до свого арешту 26 червня 1953 року відкликати всіх резидентів нібито для звіту. Серед відкликаних був і резидент в Ізраїлі Вертипорох. Заслухавши його звіт і висловивши своє задоволення, Берія відпустив Вертипороха і запитав начальника його управління: «Хто Вертипорох за посадою і як ви думаєте його використовувати?» — «Ми плануємо його на посаду заступника до начальника відділу тов. Старцева». Берія скривився і сказав: «Давайте зробимо навпаки». |
Так 1953 року Вертипорох став начальником відділу.
У 1957 генерал-майора Вертипороха призначили представником зовнішньої розвідки в КНР, керівництво якої готувалося до розриву з СРСР. Тут розвідник уважно вивчав обстановку і детально інформував Центр про процеси, що відбуваються в країні. Це було останнє довгострокове відрядження Вертипороха.
У 1960 помер від серцевого нападу.

## Нагороди
За заслуги перед державою Вертипороха нагороджено орденами Леніна і Червоної Зірки, багатьма медалями.